# Felice Cavagnis

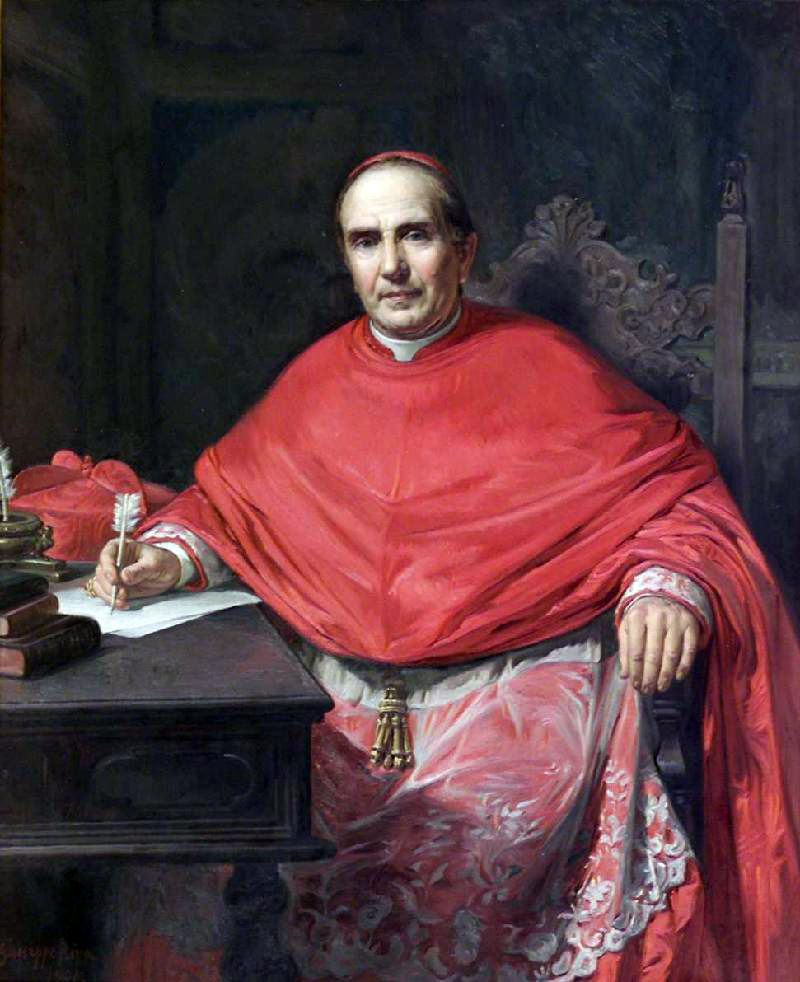
Felice Kardinal Cavagnis (Gemälde von Giuseppe Riva, 1901)

Felice Kardinal Cavagnis (* 13. Januar 1841 in Bordogna; † 29. Dezember 1906 in Rom) war Kirchenrechtler und Kurienkardinal.

## Leben
Der Bischof von Bergamo, Pier Luigi Speranza, spendete ihm am 19. September 1863 in Bergamo die Priesterweihe. Nach einem Kurs am Päpstlichen Römischen Priesterseminar erhielt er die Doktorgrade in Philosophie, Theologie sowie in Zivil- und Kirchenrecht. Papst Leo XIII. ernannte ihn im Jahr 1880 zum Professor für öffentliches Kirchenrecht am Päpstlichen Römischen Priesterseminar, eine Position, die er fünfzehn Jahre lang innehatte. Während dieser Zeit erwies er sich als ein eminenter Kirchenrechtler, insbesondere in allem, was im Zusammenhang mit der Verfassung der Kirche und ihrer Beziehung mit der Zivilgesellschaft steht. Die römischen Kongregationen wetteiferten miteinander bei der Sicherung seiner Dienste.
Er war Konsultor der Konsistorialkongregation, der Konzilskongregation und der Studienkongregation; Konsultor und Sekretär der Kongregation für die außerordentlichen kirchlichen Angelegenheiten; Kanoniker der Apostolischen Pönitentiarie und Mitglied der Kommission für die Kodifizierung des kanonischen Rechtes. In all diesen Ämtern hinterließ er Spuren seines Scharfsinns und Geschicklichkeit im Umgang mit schwierigen und heiklen Fragen. Österreich, Spanien und Portugal ehrten ihn mit Titeln und Auszeichnungen. Der Papst machte ihn nacheinander zum Kanoniker von mehreren römischen Basiliken, Rektor des römischen Priesterseminars und Hausprälaten.
Papst Leo XIII. nahm ihn am 15. April 1901 als Kardinaldiakon in das Kardinalskollegium auf und verlieh ihm am 18. April desselben Jahres die Titeldiakonie Santa Maria ad Martyres. Er nahm am Konklave 1903, das Papst Pius X. wählte, teil.
Am Morgen des 29. Dezember 1906 wurde er tot in seinem Bett in seiner römischen Wohnung im Palazzo Lante mit einer Lähmung des Herzens aufgefunden. Nachdem sein Leichnam in der Kirche Sant’Eustachio aufgebahrt worden war, wurde er am 6. Januar 1907 nach Bergamo überführt und in der Gruft seiner Familie in der Kapelle des Friedhofs von Serina beigesetzt.

## Werke (Auswahl)
- Società di della Natura e giuridica pubblica competente alla Chiesa. Rom 1880.
- Nozioni di diritto pubblico naturale ed ecclesiastico. Rom 1886.
- La Massoneria quel che e quel che ha fatto, quel che Venezia Viole. Rom 1905.
- Institutiones Iuris Publici Ecclesiastici (Elemente des öffentlichen Kirchenrechts), in drei Bänden, Rom 1906.